# Ciénega de Zimatlán
Ciénega de Zimatlán es una población del estado mexicano de Oaxaca, localizada en la región de los Valles Centrales y es cabecera del municipio de Ciénega de Zimatlán.

## Historia
Ciénega de Zimatlán es una población de origen posterior a la conquista de México, a diferencia de muchas otras de su entorno cuyos orígenes son prehispánicos y se remontan los señoríos zapotecos de la región; según la tradición oral y algunas fuentes escritas el origen de la población se remonta al año de 1730 cuando un noble español de nombre Carlos Lavariega obtuvo la posesión del sitio que hoy ocupa la población, era en ese momento un sitio en el cual se acumulaba y estancaba el agua, dando origen con ello a una ciénega, denominada desde entonces como Ciénega de Zimatlán por la cercanía con la población de esta nombre; pretendiendo el nuevo propietario su desecación para utilizar el terreno con fines agrícolas, solicitó al ayuntamiento de Oaxaca que los presos condenados por delitos comunes en dicha ciudad fueran destinados como parte de su pena a la exacavación de una zanja que debería drenar las aguas estancadas en la ciénega hasta desaguar en el cercano río Atoyac; logró cumplir su propósito y esta zanja, denominada Zanja de Celaya y que tuvo una extensión de cuatro kilómetros desaguó la antigua ciénega y subsisten sus restos hasta la actualidad, aunque sin el mantenimiento debido se encuentra asolvada y destruida en algunos puntos.
Tras el término de su labor en la construcción de la zanja, muchos de los presidiarios alcanzaron la libertad y habituados al terreno y viendo la fertilidad del mismo se establecieron junto a la zanja y construyendo casas dando origen definitivo al poblado que hoy es Ciénega de Zimatlán; la población recibió este nombre históricamente, sin embargo, hacia 1910 su denominación quedó únicamente en La Ciénega, finalmente, la ley de División Territorial de Oaxaca del 22 de diciembre de 1942 fijó definitivamente su nombre en Ciénega de Zimatlán.

## Localización y demografía
Ciénega de Zimatlán se encuentra localizado en la zona sur de la Región de los Valles Centrales de Oaxaca y en el Distrito de Zimatlán a unos 25 kilómetros al sur de la capital del estado, Oaxaca de Juárez, además se encuentra prácticamente conurbada con la ciudad de Zimatlán de Álvarez, cabecera del distrito; sus coordenadas geográficas son 16°53′49″N 96°46′00″O / 16.89694, -96.76667 y a 1 489 metros sobre el nivel del mar; su principal vía de comunicación es una carretera estatal que la une al sur con Zimatlán de Álvarez y en esta población entronca con la Carretera Federal 135.
De acuerdo a los resultados del Censo de Población y Vivienda de 2010 realizado por el Instituto Nacional de Estadística y Geografía la población total de Ciénega de Zimatlán es de 2 753 personas de las que 1 305 son hombres y 1 448 son mujeres.

## Cultura

### Gastronomía y celebraciones
La Ciénega tiene una riqueza gastronómica popular en la región de los Valles Centrales. Durante las fiestas es común que se ofrezca durante el almuerzo: menudillo, atole blanco, chocolate y pan de yema. Para la comida se sirve el tradicional mole negro, estofado, barbacoa de res o de chivo.  
Gran parte de las fiestas familiares (bodas, bautizos y quince años) se celebran en el mes de diciembre, temporada donde las personas que radican en Estados Unidos, regresana visitar a sus familiares.  

#### Danza de los Jardineros
Es una danza religiosa que representa la guerra suscitada en España, entre cristianos y moros, en la que predominó el cristianismo y se baila en honor de la Virgen del Rosario, la patrona del pueblo. 
Al ser una representación de la guerra, las mujeres no podían bailar, debido a que las mujeres no peleaban en las guerras; por lo que era común ver hombres, vestidos de mujer, bailando durante esta celebración. Hoy en día las señoritas tienen la oportunidad de participar en la danza.  
La participación de los jóvenes en la danza es principalmente para “pagar” promesas hechas a la Virgen del Rosario (patrona del pueblo), pero hay quienes bailan para realizar un servicio comunitario y otros porque se enorgullecen de ser parte de esta tradición tan representativa. 
Tradición cultural desde hace un siglo, que se presenta el último domingo del año. Hasta hace un par de años, era una tradición que solo se conocía en la localidad, pero gracias a la labor de difusión de la Asociación “Vociences” se logró dar a conocer la Danza de los Jardineros, en lugares como el Zócalo y el jardín El Pañuelito, en la ciudad de Oaxaca. Presentando esta tradición a nacionales y extranjeros.    